# Can Boades
Can Boades és un gran mas catalogat a l'Inventari del Patrimoni Arquitectònic de Catalunya. Can Boades és un gran mas a l'extrem oriental del volcà de la Crosa de Sant Dalmai que s'alça sobre la plana de Salitja (municipi de Vilobí d'Onyar, la Selva). Hi ha notícies d'aquest mas des del segle xiii. És especialment conegut per dos motius històrics. El primer és que hi nasqué al segle xiv Bernat Boades (Salitja, 1370 - Blanes, 1444) a qui s'atribuí erròniament l'autoria del "Llibre dels feyts d'armes de Catalunya". I, el segon, perquè l'any 1629 el conegut bandoler Serrallonga va segrestar el fill i hereu de Can Boades. El mas de Can Boada conserva en la seva part més antiga dues dates de 1577, però la construcció actual és el resultat d'ampliacions successives realitzades fins al segle xviii.

## Arquitectura

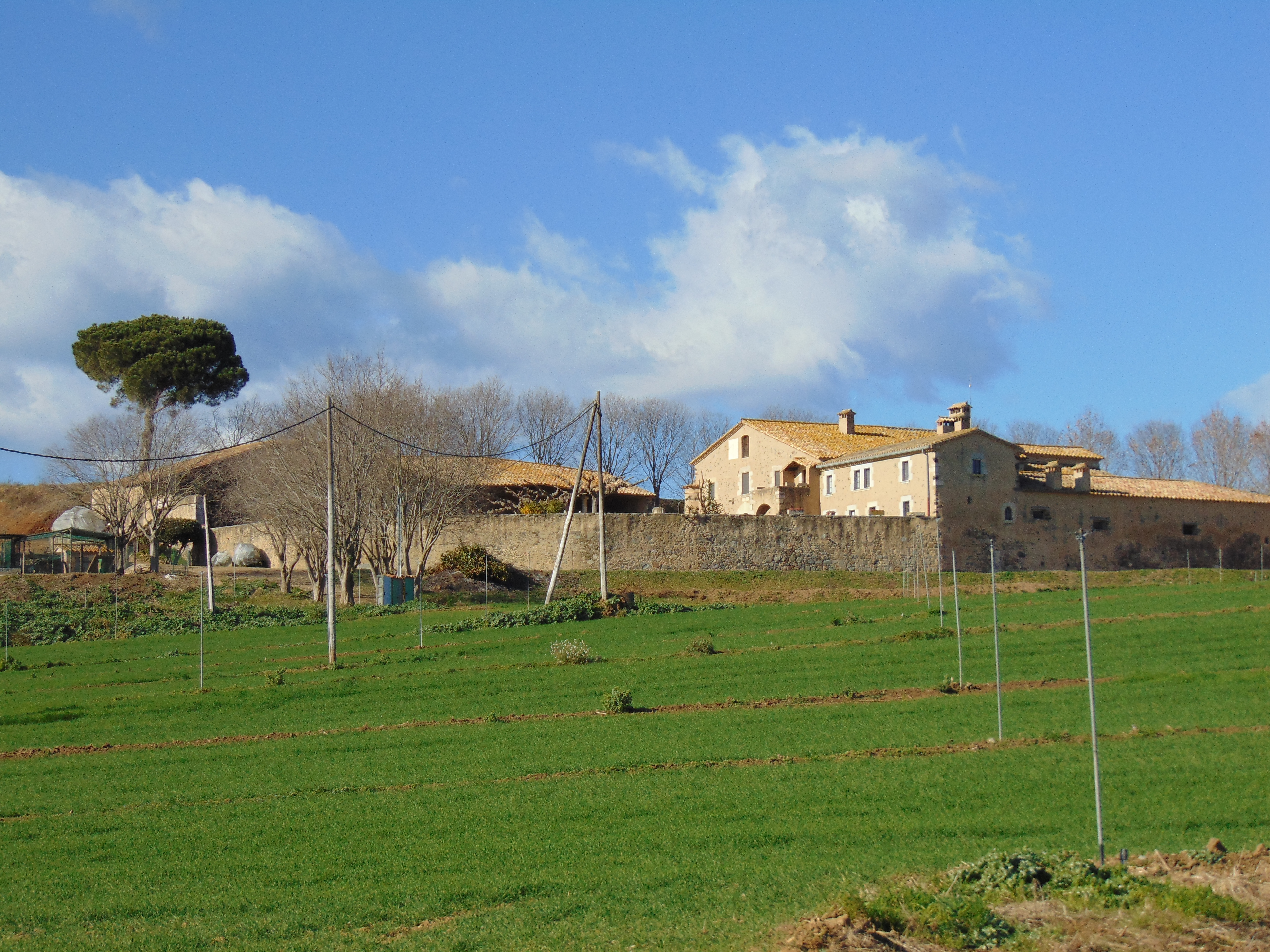

Les diverses edificacions que l'integren formen un conjunt clos per un tancat amb mur de pedra. L'edifici principal actual data dels segles xvii i xviii. És de dues plantes i golfes amb vessants a laterals i cornisa catalana.
Té un portal d'arc de mig punt amb grans dovelles i obertures quadrangulars amb llinda monolítica amb les dates inscrites de 1724, 1728 i 1729. Una porta el text "SI FAS FERNIASA PER ALGU MIRA LO QUE DEU Y PAGA TU. JOAN BOADAS ANY 1724". A l'angle esquerre de la façana, suspesa a l'altura del primer pis, trobem una garita de vigilància de planta circular que controla l'accés principal al recinte. És un cos cilíndric ubicat sobre una gran llosa de pedra reforçada per carreus encastats al mur. El parament de rajols i pedra volcànica presenta espitlleres a tot el vol i una cornisa a la part superior. Està coberta per una teulada de teula àrab.
A l'interior es conserven les voltes a les sales de la plana baixa. L'escala porta la data de 1730. A la part del darrere, en el lloc on hi havia l'antiga cuina, hi ha un forn molt ben conservat. Al pis superior les dues estances laterals del costat de la façana mantenen les alcoves fetes als anys 30. La de l'esquerra té l'accés a la garita de vigilància i al costat de la porta que dona a sala central, que té un forrellat de reforç, hi ha una espiera.
A la banda dreta hi ha adossat un cos de planta rectangular que segueix la línia de la façana amb coberta de vessants a façana. Entre les dues construccions hi ha un pas cobert amb volta que porta a un pati interior rectangular. A la dreta trobem la façana lateral de l'edifici principal que mostra obertures emmarcades amb pedra, algunes d'elles amb impostes i amb la inscripció "PAU BUADA ME FECIT 1704". A l'esquerra hi ha les corts i quadres, a la planta baixa, i el graner obert, al primer pis. Aquest cos té forma de "L" i s'acaba amb un gran portal de fusta que comunica amb l'exterior. El paviment és adoquinat. Aquest espai, que antigament era la zona de serveis, avui ha estat perfectament restaurat i s'hi ha fet una actuació immillorable.
A la part del davant de la façana principal hi ha una gran era i a l'esquerra diversos porxos que han estat recuperats en a recent restauració eliminant el mur que els tancava i recuperant les columnes de pedra que els sustenten.